# Mosquée-cathédrale de Cordoue
La mosquée-cathédrale de Cordoue, également connue sous son ancien nom de « mosquée de Cordoue » (Mezquita de Córdoba) et sous son nom canonique et officiel de cathédrale Notre-Dame-de-l'Assomption (Catedral de Nuestra Señora de la Asunción), est un ancien temple romain qui devint basilique chrétienne, du IVe au VIIIe siècle, du temps de la monarchie wisigothique, puis une mosquée, du VIIIe siècle jusqu'au 29 juin 1236, date à laquelle elle a été consacrée comme cathédrale, dans laquelle fut érigée plus tard, au début du XVIe siècle, une chapelle dite majeure (en espagnol, Capilla Mayor) pour la distinguer des nombreuses autres chapelles plus anciennes, situées le long des quatre murs intérieurs de l'édifice, à l'exception de la Capilla Real (Chapelle Royale), de la Capilla de San Pablo (Chapelle Saint-Paul) et de la Capilla de Villaviciosa (ancienne Chapelle majeure de la cathédrale du XIIIe au XVIe siècle), lesquelles ne s'adossent pas au quadrilatère formé par les murs nord, ouest, sud et est.
C'est un monument majeur de l'art des Omeyyades de Cordoue dans son expression la plus accomplie, et le témoin de la présence musulmane en Espagne du VIIIe au XIIIe siècle ; il a été précédé par une première et monumentale basilique chrétienne wisigothique, puis suivi depuis le XIIIe siècle par l'actuelle cathédrale catholique. Une première « parenthèse » catholique (depuis l'antique basilique wisigothique, qui était sur le site jusqu'au début du VIIe siècle) eut lieu du 18 au 30 mai 1146 lors de la brève reconquête de la ville par le roi Alphonse VII. Le monument redevint église au XIIIe siècle avec la Reconquista menée par le roi Ferdinand III de Castille qui aboutit le 29 juin 1236 ; depuis cette date, il est la cathédrale du diocèse espagnol de Cordoue.
Souvent appelé « mosquée-cathédrale » dans le langage courant, le monument a été classé au patrimoine mondial par l'Unesco en 1984.

## Histoire

### Le temple de Janus
Cordoue étant capitale d'une province romaine — la Bétique —, un temple de Janus y fut érigé.

### L'antique église Sainte-Marie puis la basilique Saint-Vincent (duIVes. à 786)

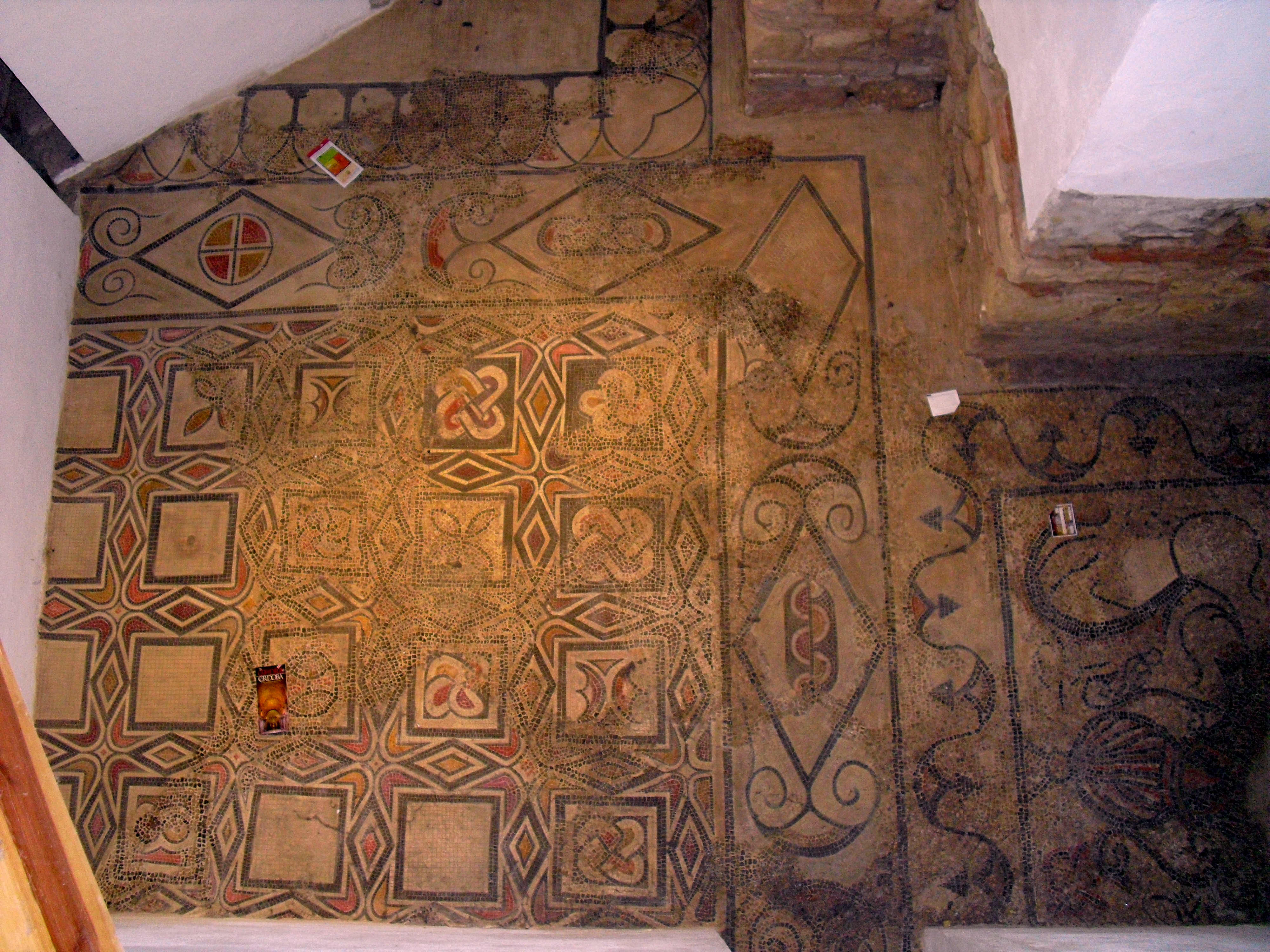
Mosaïque de sol de l'antique basilique Saint-Vincent Martyr (VIe siècle s.) préexistante sur le site (mosaïque visible dans la 2e nef Ouest).

Avant 572, s'élevait déjà en ce lieu, sur le temple de Janus, un premier sanctuaire dédié à la Vierge, Cordoue étant un diocèse au moins depuis le IIIe siècle puisque le célèbre Ossius en était l'évêque en 295, qui participa au Premier Concile œcuménique de Nicée en 325. En 572, la ville fut prise par les Wisigoths. Abandonnant rapidement l'arianisme pour le catholicisme, ils reconstruisirent le sanctuaire en 584 et le dédièrent principalement à saint Vincent de Saragosse sous le titre de Saint Vincent Martyr.
Par sa situation dans la ville, l'édifice finit par acquérir le titre basilical et devint la principale église de la cité, jouxtant la résidence épiscopale (jusqu'à aujourd'hui). Un monastère y fut également adjoint.
Les restes de cette antique basilique wisigothique de Saint-Vincent Martyr furent systématiquement mis au jour, sous l'actuel édifice, lors de fouilles archéologiques dans les années 1930,
qui se poursuivent toujours, dont les riches vestiges sont aujourd'hui exposés dans le Musée San Vicente, dans la partie sud-ouest, et le Musée San Clemente, dans la partie sud-est, de la cathédrale.

### La mosquée (de 786 à juin 1236)

Les extensions successives.

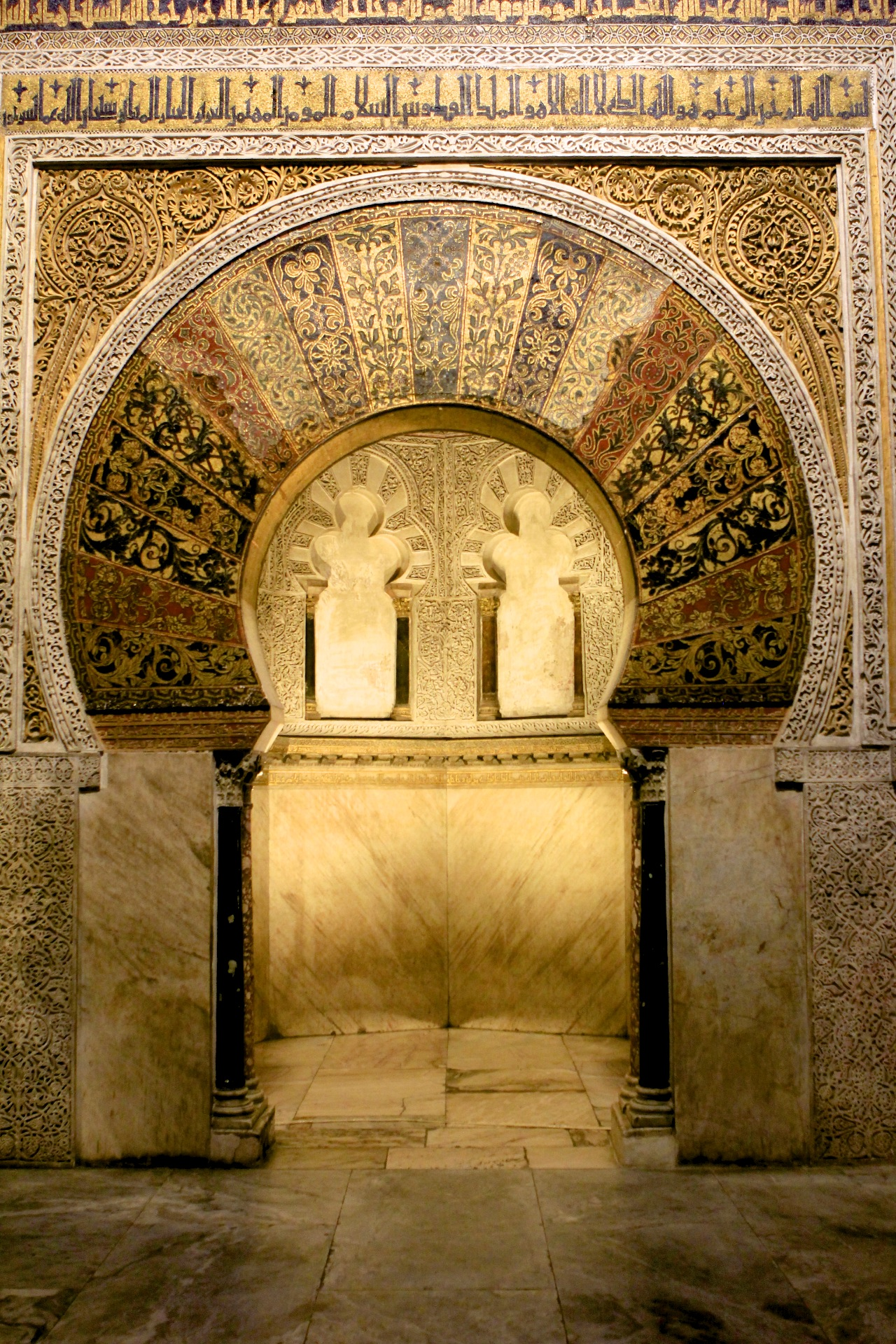
Le « Mihrab », point focal de l'ancienne mosquée de Cordoue.

Les premières traces de l'histoire de la mosquée de Cordoue apparaissent dans les écrits transmis par Rhazès qui rapporte qu'à l'origine les musulmans passèrent en 714 un accord avec les Wisigoths de Cordoue pour exproprier la moitié de leur plus grande église située à l'intérieur de la ville,.
C'est l'église Saint-Vincent qui est choisie, non loin du Guadalquivir, qui avait été construite en 584,
par les Wisigoths sur le site d'un temple romain dédié à Janus. Par la suite, toutes les églises hormis celle attenant à la mosquée seront détruites. La construction de la mosquée de Cordoue débute près de trente ans après l'arrivée d'Abd al-Rahman Ier sur la péninsule, qui, fuyant Damas et la vengeance meurtrière des Abbassides parviendra à exproprier cette superficie en 786, après avoir, selon Ibn Idhari, ordonné progressivement la destruction de la partie chrétienne afin de faire du bâtiment uniquement une mosquée, mais permit, temporairement, aux chrétiens de se construire quelques églises. Le bâtiment est entièrement transformé en mosquée un an plus tard, en 787. Les ruines des églises environnantes, et surtout de l'antique basilique St-Vincent sur le site même, furent réutilisées comme matériau de construction,
comme en témoigne la fameuse « forêt » de colonnes intérieures à l'édifice, pour la plupart appartenant déjà à la basilique wisigothique. Des aspects architecturaux importants passèrent ainsi à l'architecture omeyyade tels l'arc outrepassé et l'alternance de brique et pierre, qui proviennent de l'architecture romaine tardive et paléochrétienne (mérovingienne et wisigothe) et étaient probablement des éléments qui caractérisaient déjà l'ancienne église mais avec un plan et un agencement différent (plan basilical).
La mosquée fut agrandie trois fois de suite par les successeurs d'Abd-Al-Rahman Ier, pour finir par couvrir 23 000 m2 (soit 2,3 ha), et devenir ainsi la plus grande mosquée du monde après celle de La Mecque. Cette mosquée n'est pas orientée par rapport à la Mecque. Elle se présente aujourd'hui sous la forme d'un vaste quadrilatère d'environ 180 m de long sur 130 m de large, comptant dix-neuf nefs et plus de 850 colonnes de réemploi (spolia) surmontées par des chapiteaux antiques et paléochrétiens de styles différents qui forment un ensemble hétéroclite.
L'édifice initial, commencé en 786 par Abd-Al-Rahman Ier comprenait une cour carrée, le patio de los naranjos ou cour des orangers entourée d'un mur d'enceinte et sur laquelle s'ouvrait complètement la salle de prières, de forme rectangulaire, composée de onze nefs, chacune ayant douze travées, disposées face à la cour. Ces nefs étaient séparées par de fines colonnes de marbre provenant d'édifices romains ou wisigoths. Accolé au mur d'enceinte à l'opposé de la salle de prière, se trouve le minaret. Hicham Ier fit réaliser plusieurs aménagements intérieurs, comme des galeries destinées aux femmes qui venaient prier et un bassin d'ablutions.

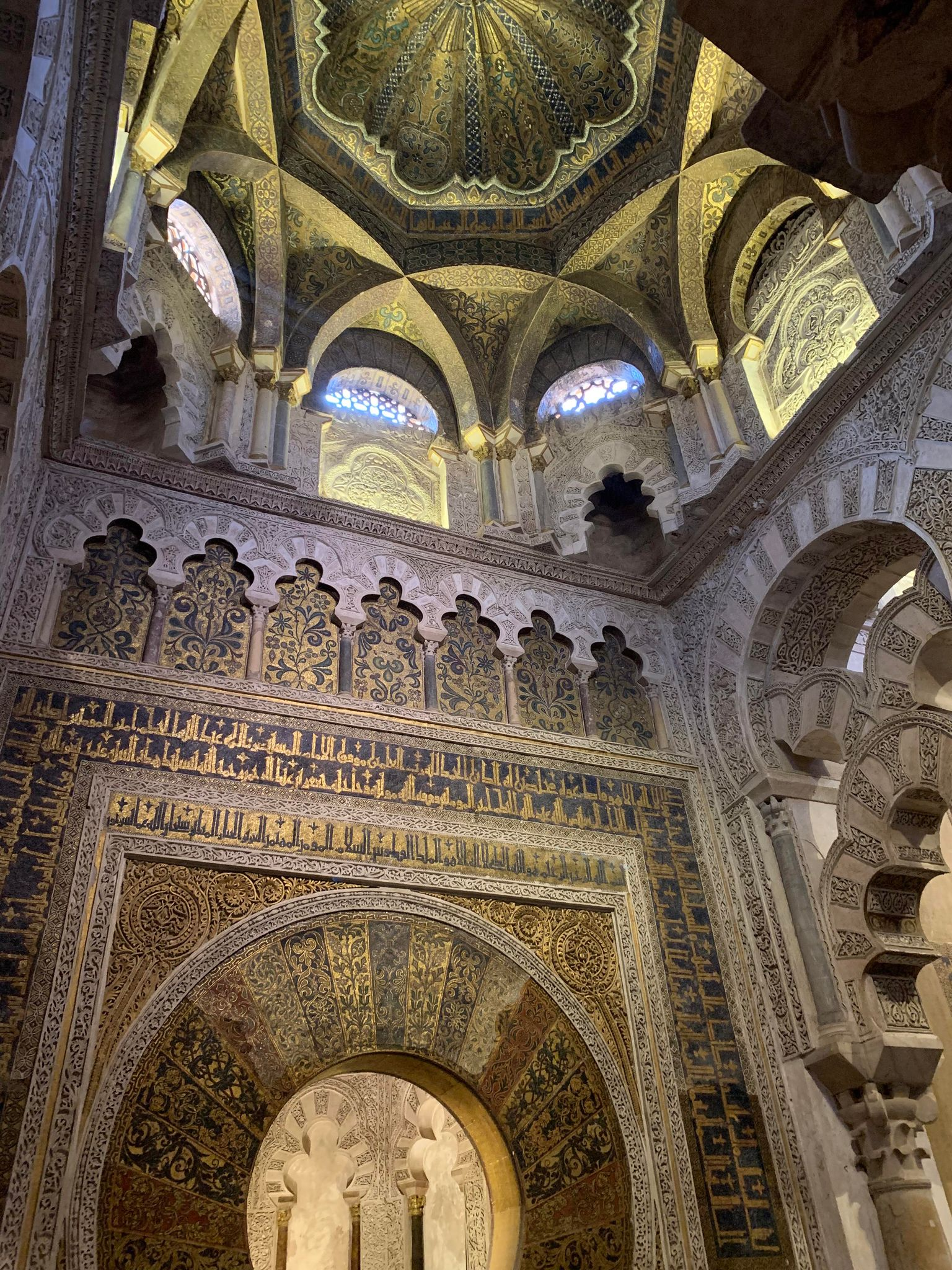
Une vue de l'intérieur de la mosquée-cathédrale.

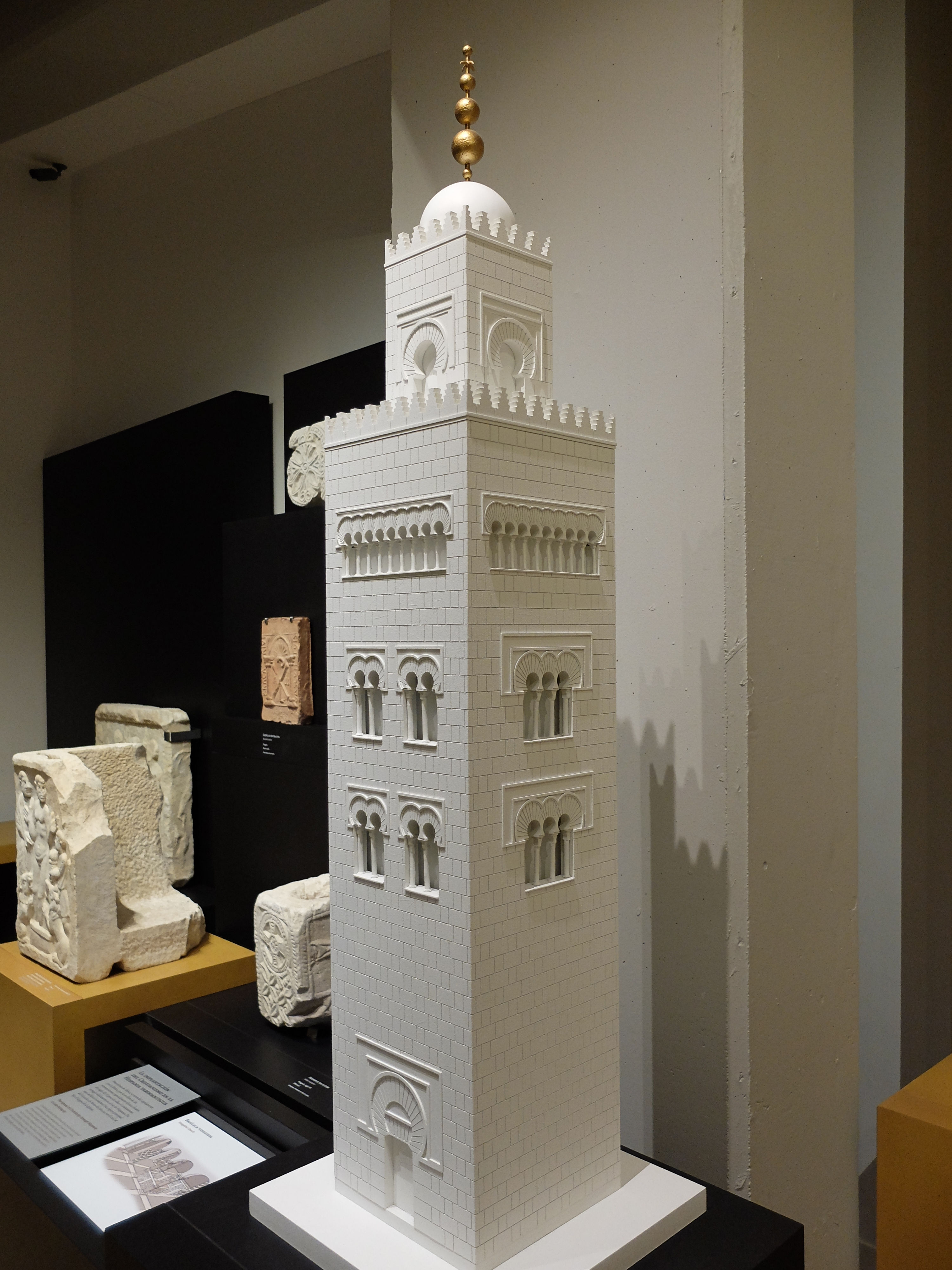
Modèle de reproduction du minaret d'Abd al-Rahman III au musée archéologique de Cordoue.

La longueur des travées fut à peu près doublée par Abd al-Rahman II en 833 et allongée une dernière fois par Al-Hakam II en 961. À chaque fois, le « mihrab », placé au fond de l'allée principale dut être reconstruit. L'actuel « mihrab » a été créé avec l'aide d'artistes byzantins envoyés à Cordoue par l'empereur de Byzance Nicéphore II à la demande du calife ; ils ont aussi réalisé la coupole formée d'arcs entrecroisés, coiffée d'une coupole monolithique côtelée en marbre blanc et superbement décorée de mosaïques inspirées de l'art byzantin.
En 987, Al Mansour voulut augmenter encore la surface de la salle, mais la proximité du fleuve empêcha de poursuivre l'allongement des onze travées initiales dans la même direction : on ajouta donc vers l'est, sur toute la longueur de l'édifice, huit travées supplémentaires qui en doublèrent presque la surface et mirent le « mihrab » dans une position excentrée.
La mosquée possédait alors environ 600 colonnes en marbre, provenant pour la plupart de l'antique basilique Saint-Vincent Martyr préexistante sur le site (VIe siècle), avec leurs chapiteaux wisigothiques, ensemble sur lequel reposent des arcades doubles en brique et pierre blanche (superposées l'une à l'autre avec un espacement intermédiaire) qui permettent d'avoir un plafond haut, et donnent à l'édifice une impression plus légère.

### Une première «parenthèse» catholique: mai 1146
Le 18 mai 1146, Alphonse VII de Castille entre dans Cordoue 
et consacre de nouveau la mosquée en cathédrale catholique par les mains de Raymond de Sauvetat, archevêque de Tolède. Mais le pouvoir musulman reprend la ville à la fin du même mois et reconvertit le monument en mosquée, jusqu'à la prise définitive de Cordoue moins d'un siècle plus tard, le 28 juin 1236, par le roi de Castille Ferdinand III, qui fait aussitôt consacrer de nouveau la mosquée en la cathédrale qui demeure jusqu'à nos jours,.

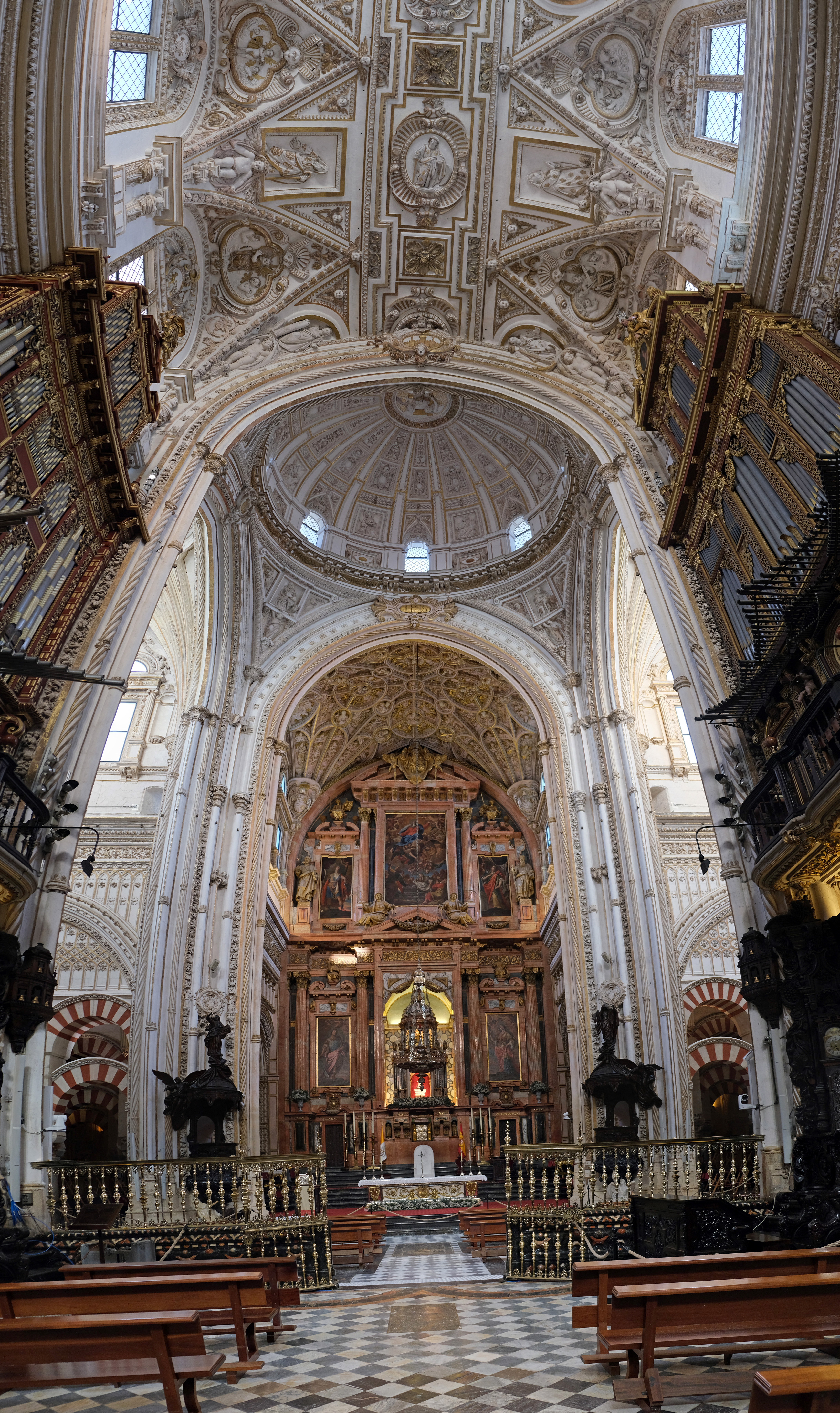
Vue sur le maître-autel et le grand retable de la Capilla Mayor (par Hernán Ruiz I et II, architectes, XVIe siècle s.).

### La cathédrale Notre-Dame de l'Assomption (depuis juin 1236)
Quand Cordoue fut donc reprise aux Musulmans par le roi Ferdinand III de Castille le 28 juin 1236, le roi, dès le lendemain, 29 juin, fête de Saint Pierre, fit solennellement procéder au rite de purification du monument avant de le consacrer de nouveau comme église catholique dédiée à la Vierge Marie, comme à l'origine, et comme cathédrale du diocèse de Cordoue. Le rite de purification et l'acte de consécration se firent en présence de Ferdinand III, par les mains de l'évêque d'Osma, Juan de Soria. On mura l'ouverture entre la cour et l'ancienne salle de prière, ne conservant d'abord qu'une seule porte d'entrée (Puerta de Las Palmas), qui devint, depuis lors, la grande porte liturgique solennelle (plus tard, d'autres anciennes portes furent ouvertes à nouveau). On aménagea aussitôt, à la place de quelques rangées de colonnes, l'espace pour ce qui allait devenir la première chapelle majeure (Capilla Mayor) du monument et celui pour la future Chapelle Royale, décorée ultérieurement de splendides stucs mudéjars, où seront inhumés les rois Alphonse XI et Ferdinand IV, en 1371. On y divisa enfin la dernière travée d'Almanzor, à l'est, pour y délimiter toutes les chapelles longeant ce mur, toujours existantes de nos jours. Dans les années qui suivirent, jusqu'au XVIe, furent fondées toutes les chapelles latérales longeant les murs ouest, sud et nord du monument.

### Élévation de laCapilla Mayor, chapelle centrale (XVIe)

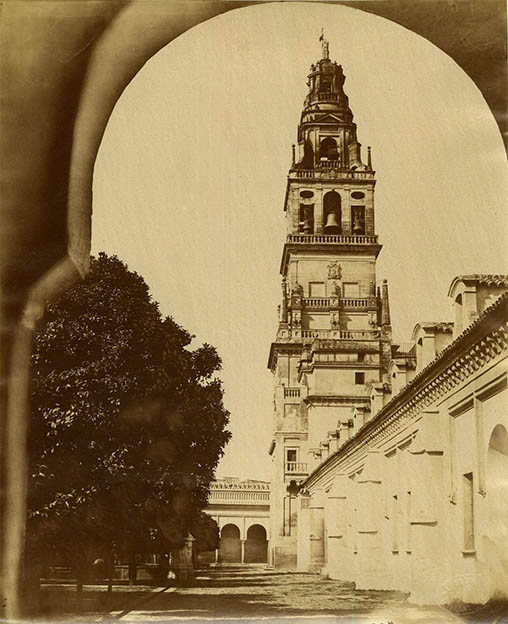
Le campanile de la cathédrale (v. 1860), photo Luis Léon Masson.

Beaucoup, à première vue, confondent cette immense chapelle centrale avec la cathédrale même, alors qu'elle n'en est, en réalité, que la plus grande des chapelles, la chapelle dite « majeure » (en espagnol, la Capilla Mayor). De fait, tout le périmètre de la mosquée-cathédrale, dans sa totalité, est consacré au culte catholique depuis huit siècles (1236). Tout le pourtour de l'édifice comporte donc une suite continue de chapelles particulières qui se succèdent le long de ses quatre murs intérieurs nord, sud, est et ouest. L'actuelle et très ancienne chapelle de Villaviciosa (située au sud-ouest de l'édifice) y a très longtemps fait office de chapelle majeure (Capilla Mayor), notamment de 1236 jusqu'à la fin du XVIe siècle ; c'est seulement au début de ce siècle, précisément en 1523, que se fit ressentir le besoin général d'une Capilla Mayor plus grande et plus prestigieuse. 
Ainsi donc, en 1523, les chanoines du chapitre cathédral, avec l'accord de l'évêque d'alors, le futur cardinal Don Juan Álvarez de Toledo et l'accord de l'autorité impériale, décidèrent de doter la cathédrale d'une chapelle majeure beaucoup plus grandiose et somptueuse, de style Renaissance. Fut requis pour cet immense projet les services de grands architectes successifs, dont ceux de la dynastie des Ruiz, Hernán Ruiz I le Vieux, son fils Hernán Ruiz II le Jeune, puis son petit-fils Hernán Ruiz III, et enfin Juan de Ochoa qui paracheva l'ensemble, ainsi qu'une armée de prestigieux artisans de tous les corps de métier, dont le grand ébéniste Pedro Duque y Cornejo, qui fit toute la précieuse boiserie et les sculptures sur bois des stalles du chœur canonial.
Le grand œuvre, dont l'exécution dura de 1523 à 1607, amena à transformer en partie un certain nombre de nefs du centre de l'édifice pour y édifier cette chapelle centrale majeure (Capilla Mayor), qui abrite depuis lors le maître-autel, la cathèdre de l'Évêque, le grand retable et, dans son prolongement, le chœur du Chapitre des chanoines desservant la cathédrale. La transformation, limitée au centre de l'édifice, diversifie la forêt uniforme des colonnes et offre un saisissant contraste entre celle-ci, généralement sombre, et la blancheur éclatante du chœur inondé de lumière, participant ainsi à ce qui fait, depuis, l'un des charmes de ce monument unique en son genre.

### Jugement esthétique dans la perspective historique
Ce monument allie donc les styles gothique (XIIe-XIVe), Renaissance (XVIe), et même baroque pour certaines des nombreuses chapelles qui parsèment le quadrilatère de son immense périmètre, le tout magnifiquement décoré et regorgeant de trésors artistiques. Pour la boutade, Charles Quint, qui avait préservé le chef-d'œuvre d'architecture nasride de l'Alhambra, sembla d'abord regretter la transformation à Cordoue, quand il y vint visiter les travaux et aurait commencé par dire, avec humeur et humour : « Vous avez détruit ce qui était unique pour faire la même chose que l’on voit partout »… Néanmoins, tout se fit par son autorisation expresse, en lui soumettant préalablement les plans, et, avec le recul historique, on ne peut qu'admirer depuis la prouesse des architectes de la Renaissance, intervenant de manière limitée et très réfléchie dans le monument. Ainsi, selon l’architecte David Trottin, cette cathédrale est « un sommet de sophistication baroque lové dans les arches d'une mosquée » : « Intervenir sur de l’existant permet de révéler l’architecture tout en créant des tensions intéressantes. Et ici c’est vraiment brillamment fait. Il y a une forme d’évidence dans la tension entre ces deux architectures qui ne s’étaient pas prévues l’une l’autre. »

### Statut juridique et canonique
Depuis 1236, la mosquée-cathédrale de Cordoue est devenue officiellement une église, un lieu de culte catholique romain et est juridiquement propriété de l'Église catholique. Elle a de plus le titre canonique de cathédrale.
Cette cathédrale fait l'objet de « revendications » de la part de certaines instances musulmanes. La pratique du culte musulman y est formellement interdite. La Commission islamique d'Espagne, « soutenue par le parti socialiste espagnol », a réclamé en 2004 l'autorisation d'y « prier ». En 2007, la Ligue arabe fait de même, à l'OSCE, et la Commission Islamique d'Espagne lança un appel en ce sens en 2008 à l'UNESCO,
demandes qui sont toutes strictement rejetées par les deux derniers évêques de Cordoue, notamment en février 2010. Quelques rares musulmans extrémistes ont tenté d'y faire une entrée en force, comme en 2010, avant d’être expulsés, ayant notamment agressé au couteau les vigiles du monument ainsi que les policiers. Selon Mansur Escudero (es), il y a eu plusieurs tentatives d'intrusion de ce genre dans le monument.
Par ailleurs, un certain « groupe de pression » a voulu contester la propriété légale de l'Église catholique, quoiqu'elle soit historiquement et juridiquement établie, souhaitant une « gestion publique » du monument et garantir la conservation du nom de mosquée, bien que cela soit déjà assez usuel dans le langage courant. Pour l'historien Christophe Barret, même si « des militants de l'islam politique se sont joints aux pétitionnaires », cette initiative illustre surtout le courant espagnol de gauche luttant pour une séparation de l'Église et de l'État et contre le droit de l'Église d'être propriétaire de ses lieux de culte.

### Restaurations durant l'époque contemporaine (XIXe-XXIesiècles)
Dans la soirée du 8 août 2025, un incendie endommage une partie de l'édifice,,.

## Protection internationale
La mosquée-cathédrale de Cordoue fait l’objet d’un classement en Espagne au titre de bien d'intérêt culturel depuis le 21 novembre 1882 puis d'un classement au patrimoine mondial de l'Unesco depuis 1984.

## Galerie

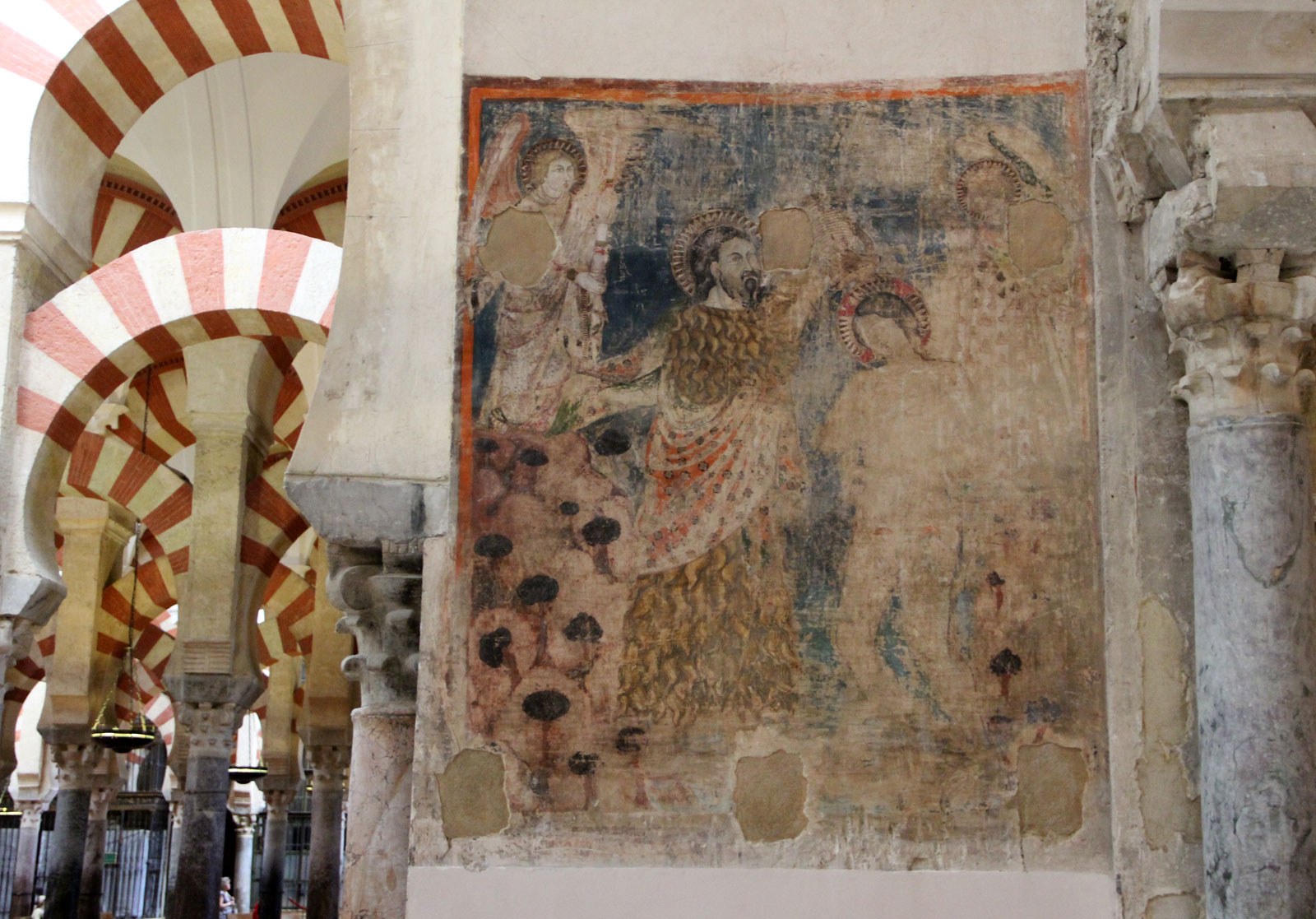
Retable du Baptême du Christ dans le Jourdain (précieuse fresque, fin XIIIe siècle) (dans la 1re nef du Crucero sud).
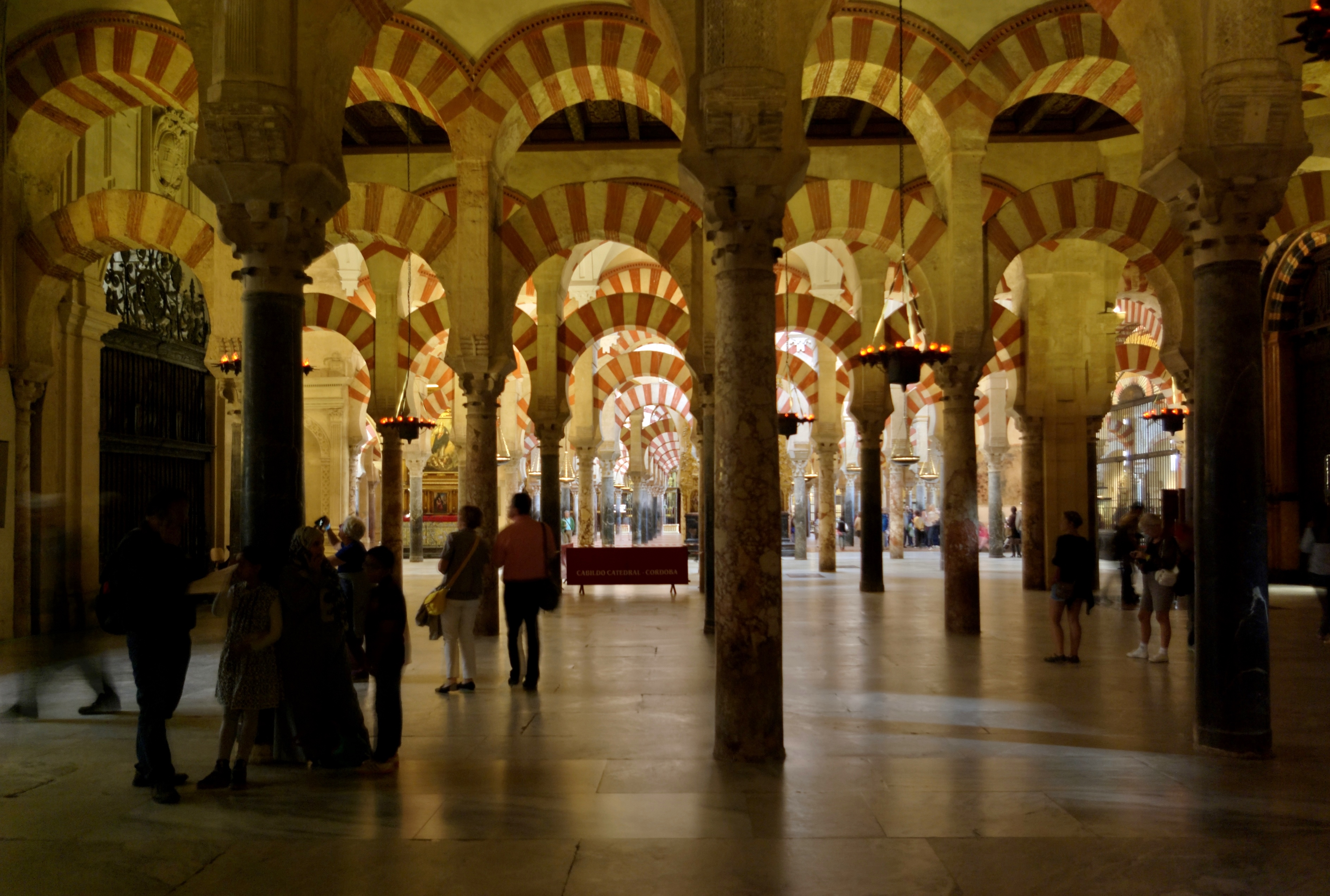
Vue (ouest vers est). À gauche, la grille de la chapelle San Pablo.
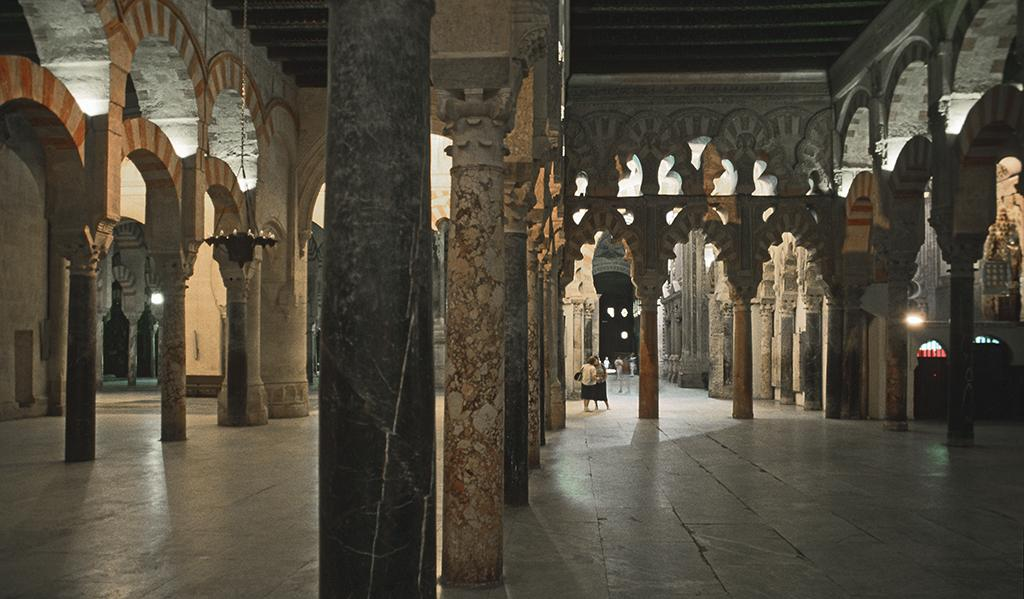
Vue, depuis la grande nef du Trascoro, vers la chapelle de Villaviciosa.
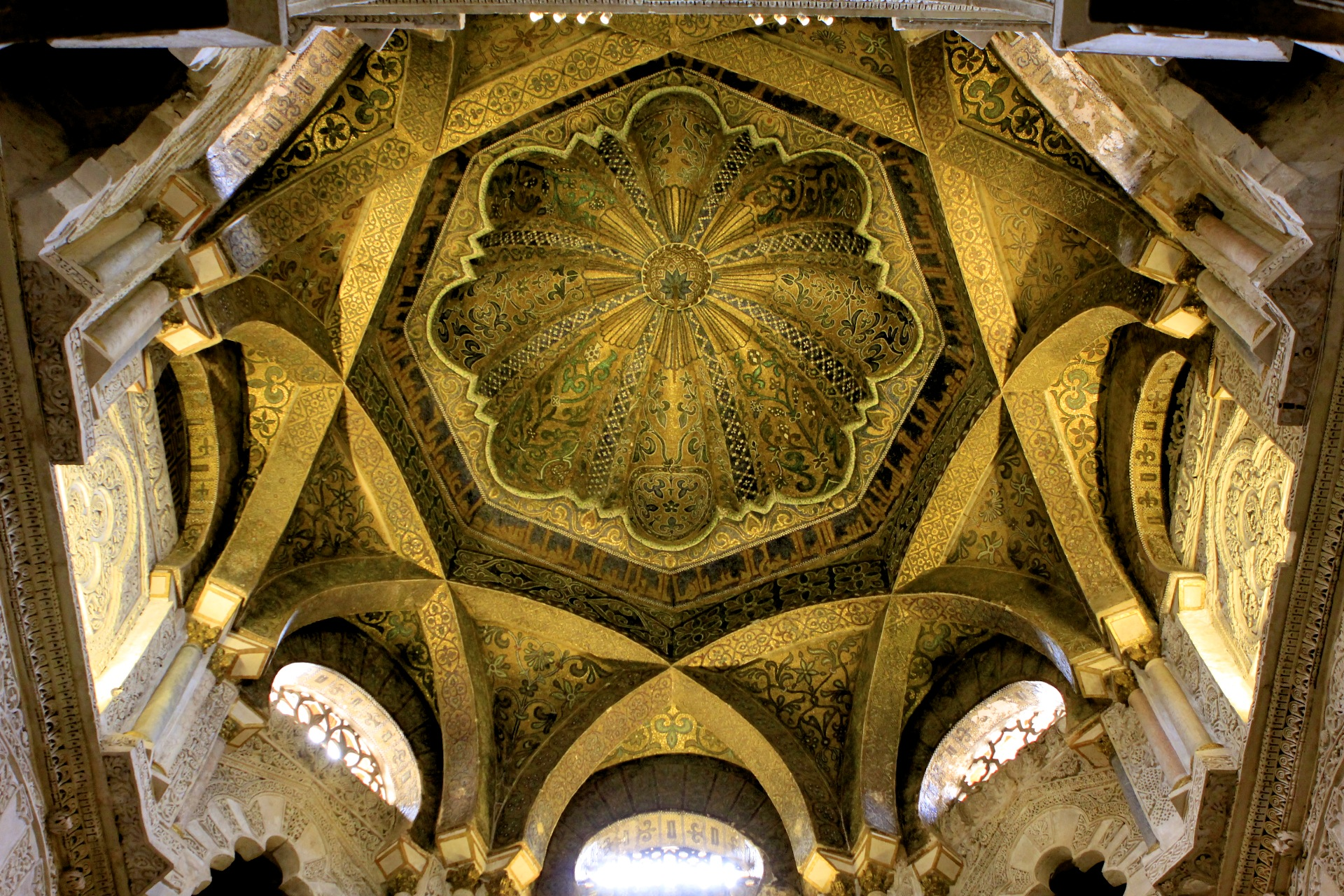
La voûte devant le « mihrab », créé au Xe siècle par des artisans byzantins, envoyés par l'empereur Nicéphore II Phocas.
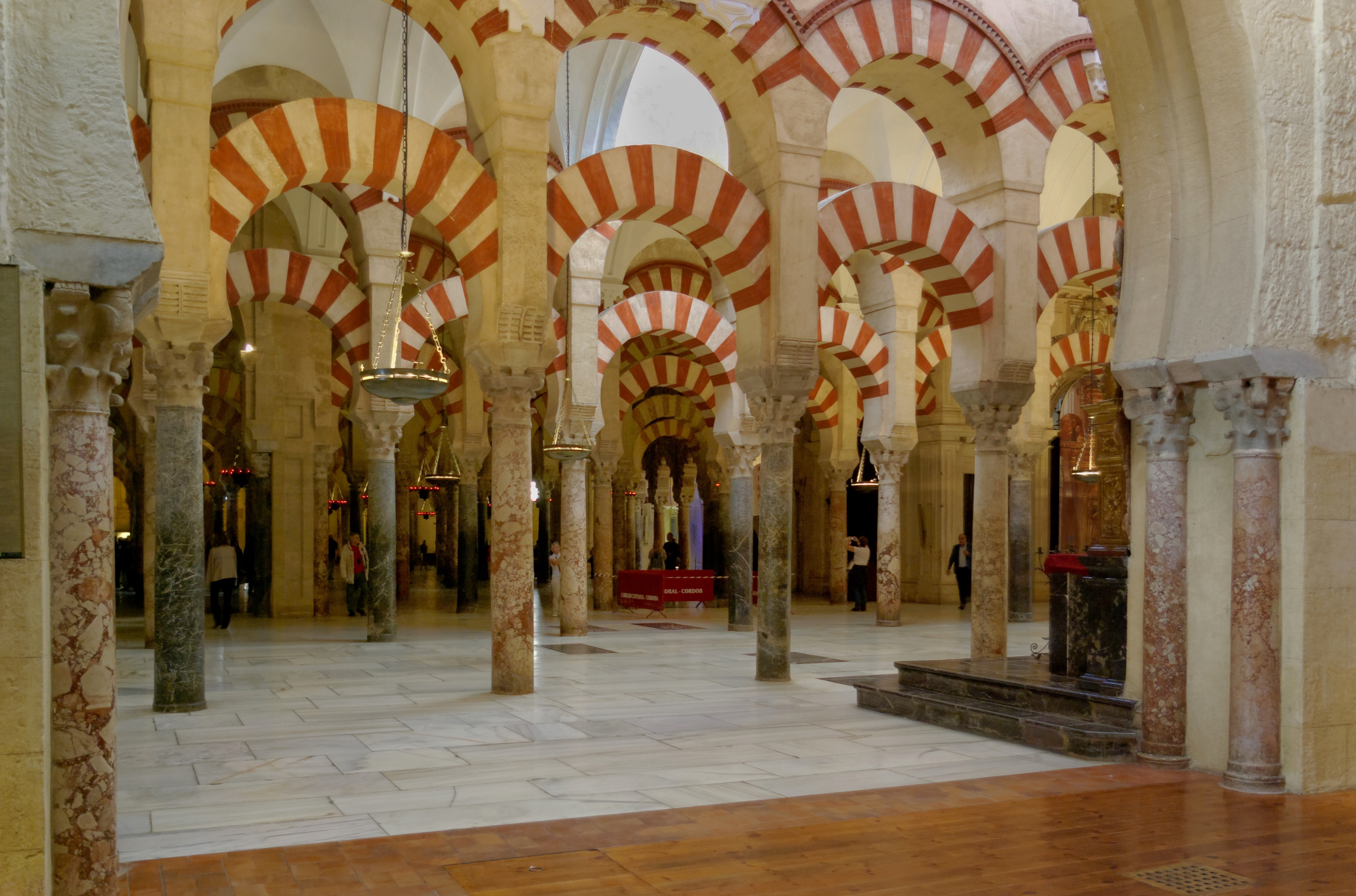
Vue sur la colonnade de 1re nef du Crucero sud (au 1er plan). À droite (de dos), le retable du Santísimo Cristo del Punto (XVIe siècle).
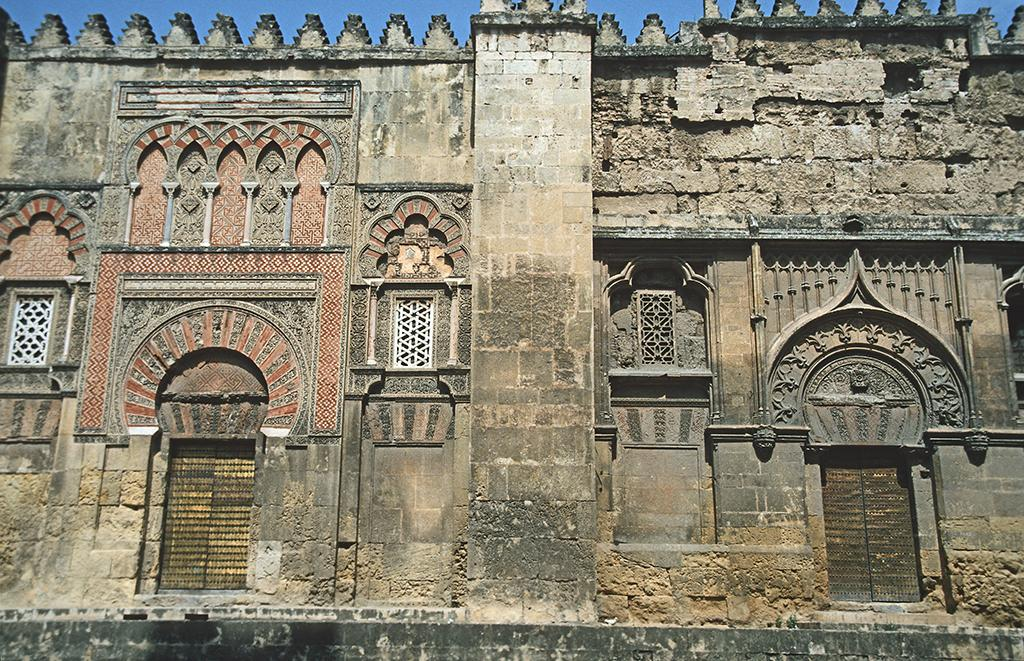
Mur extérieur - À gauche, la Puerta del Espíritu Santo - À droite, la Puerta de San Pedro (5e et 6e portes du mur Ouest).
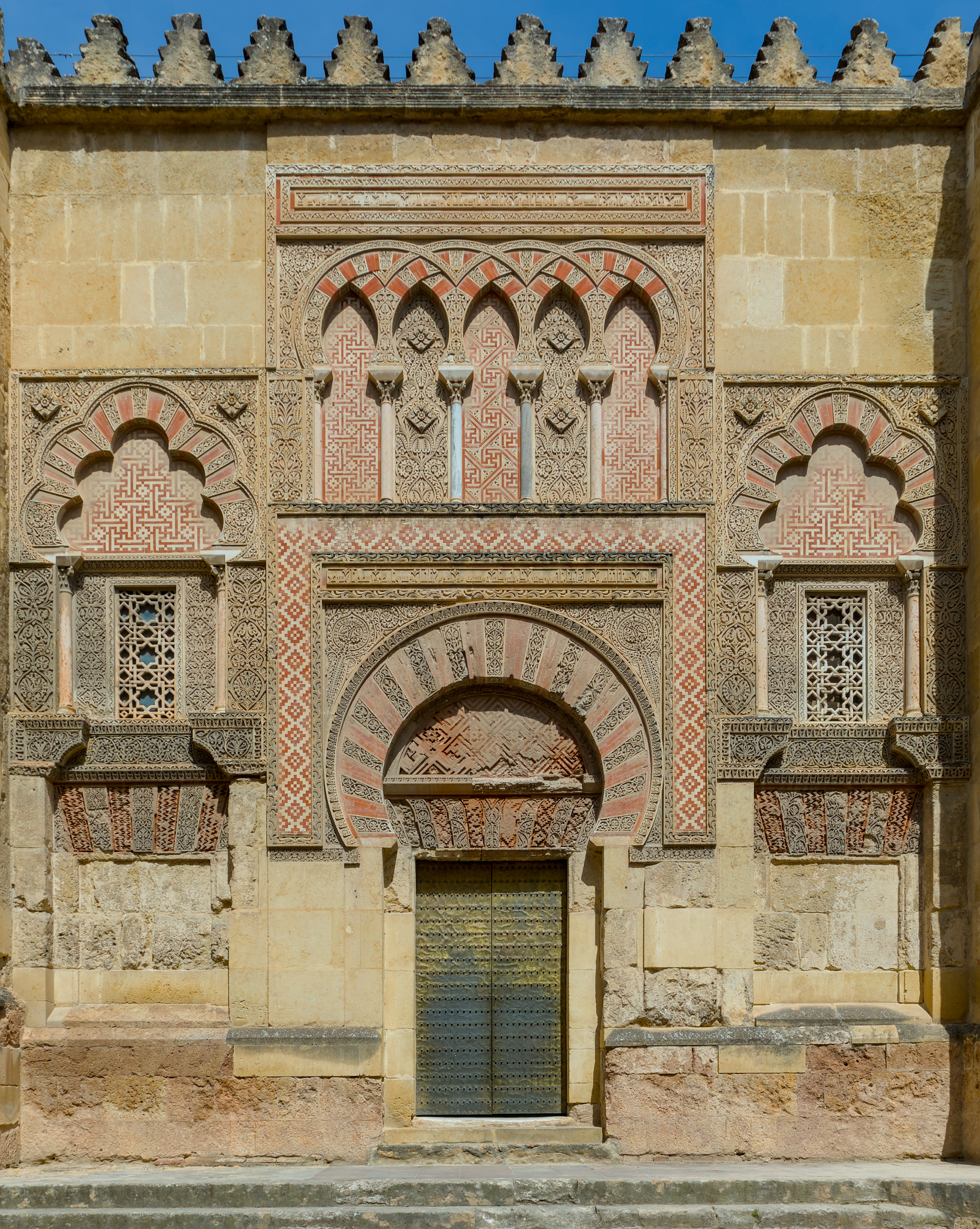
Mur extérieur - La Puerta San Ildefonso (7e porte du mur Ouest).
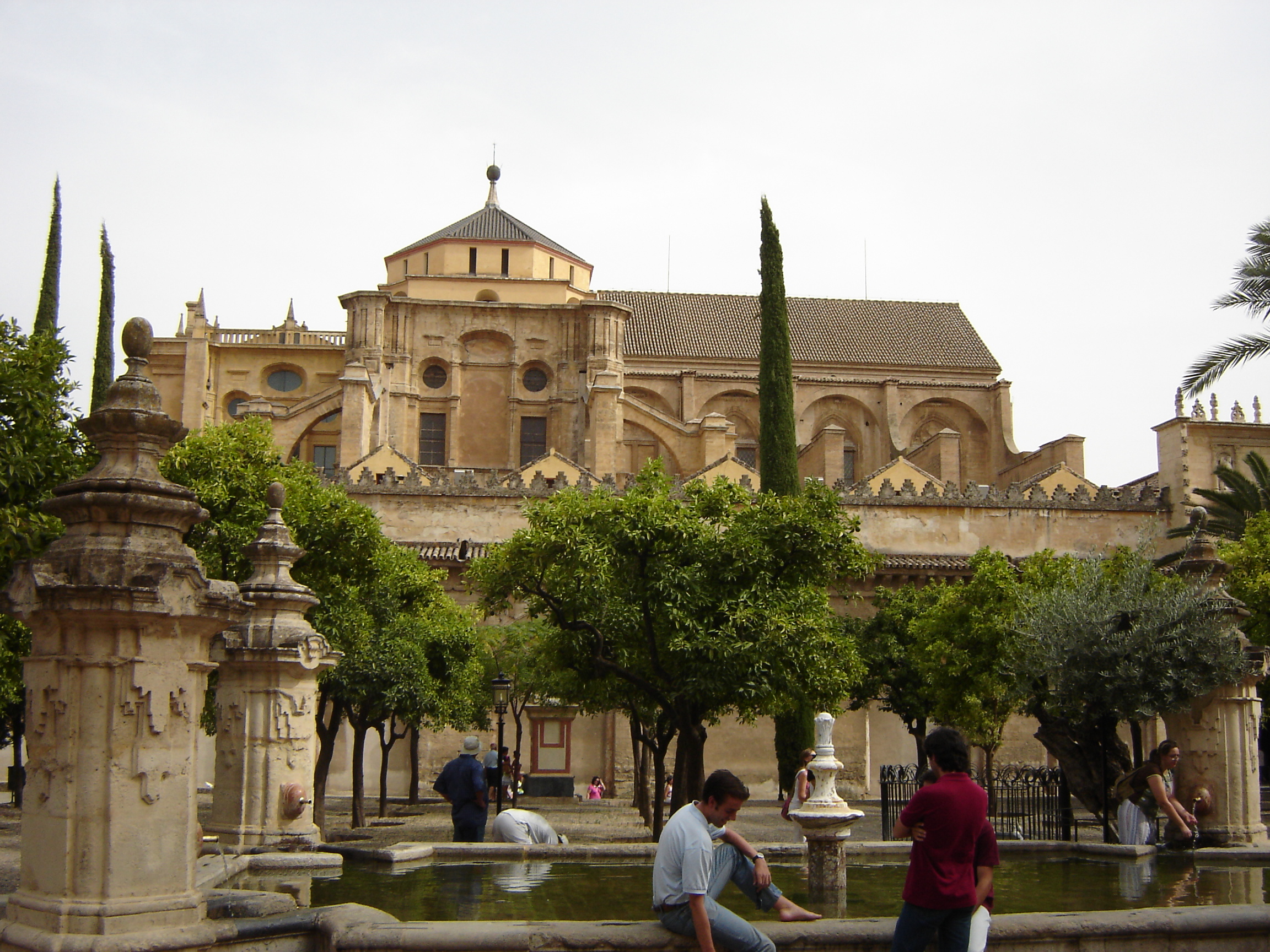
Le bassin Santa Maria, et le Patio des orangers.
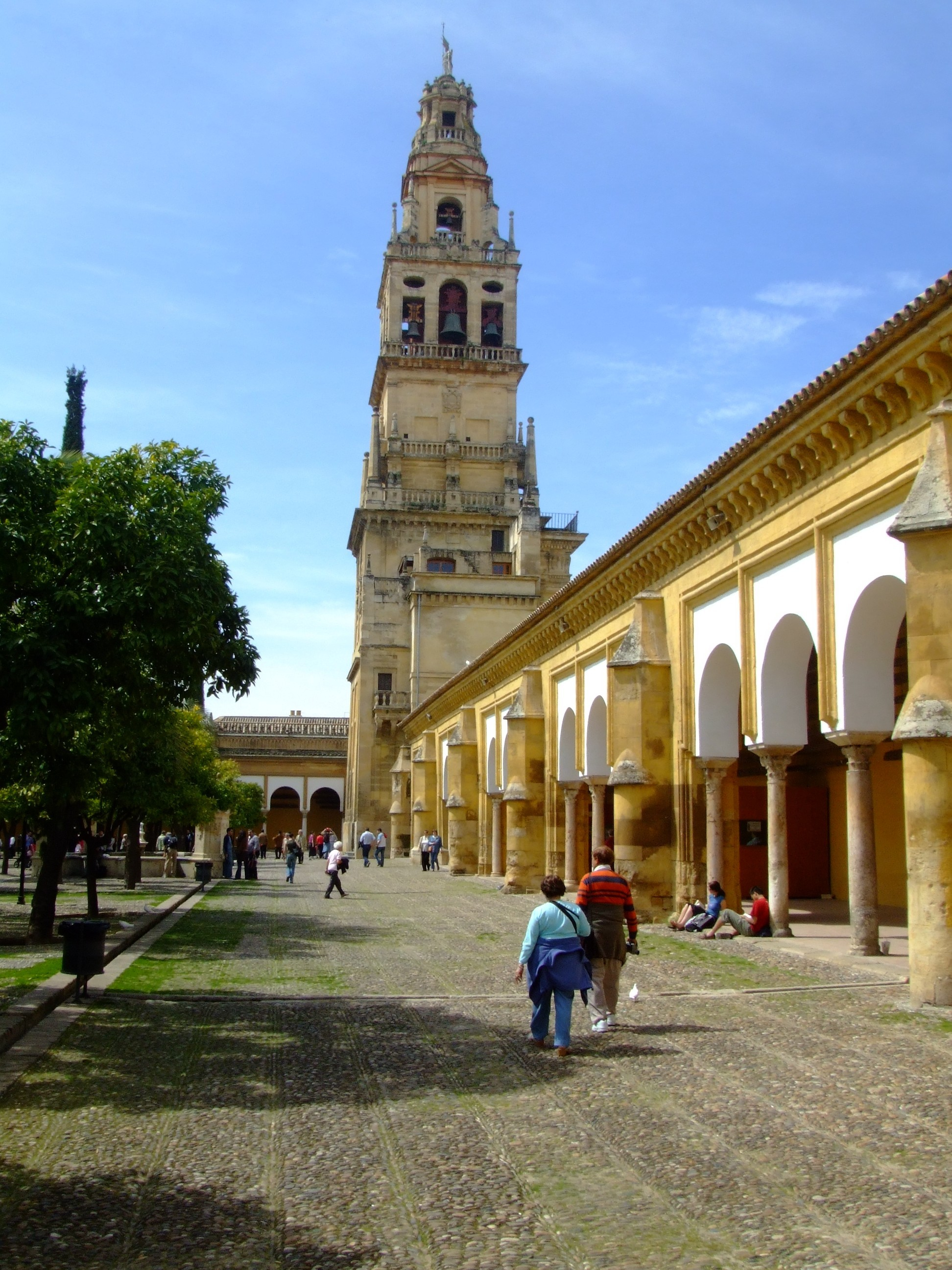
Vue de la tour du campanile de la cathédrale, depuis le Patio des Orangers.
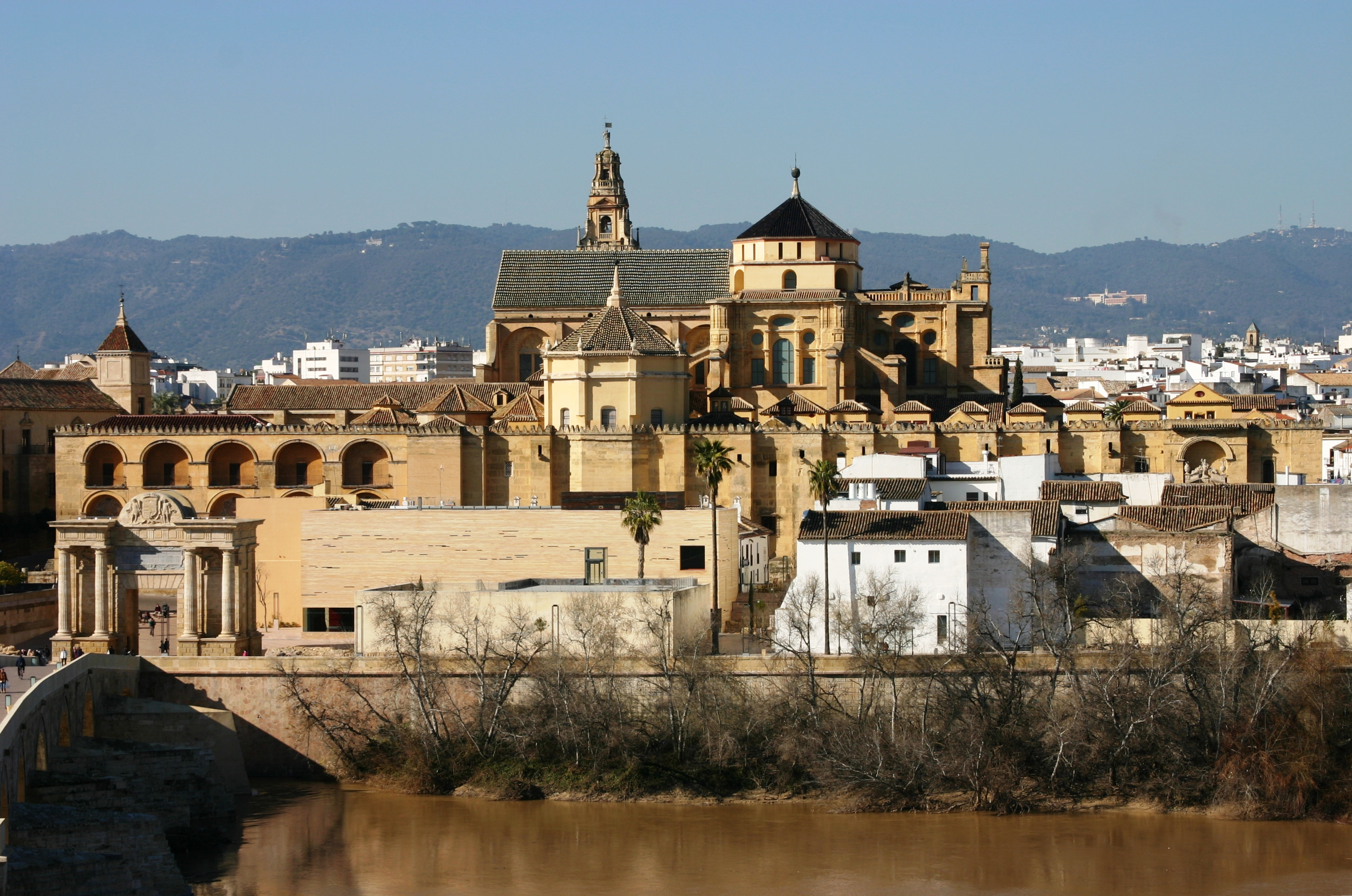
Vue (sud-nord) depuis les rives du Guadalquivir.
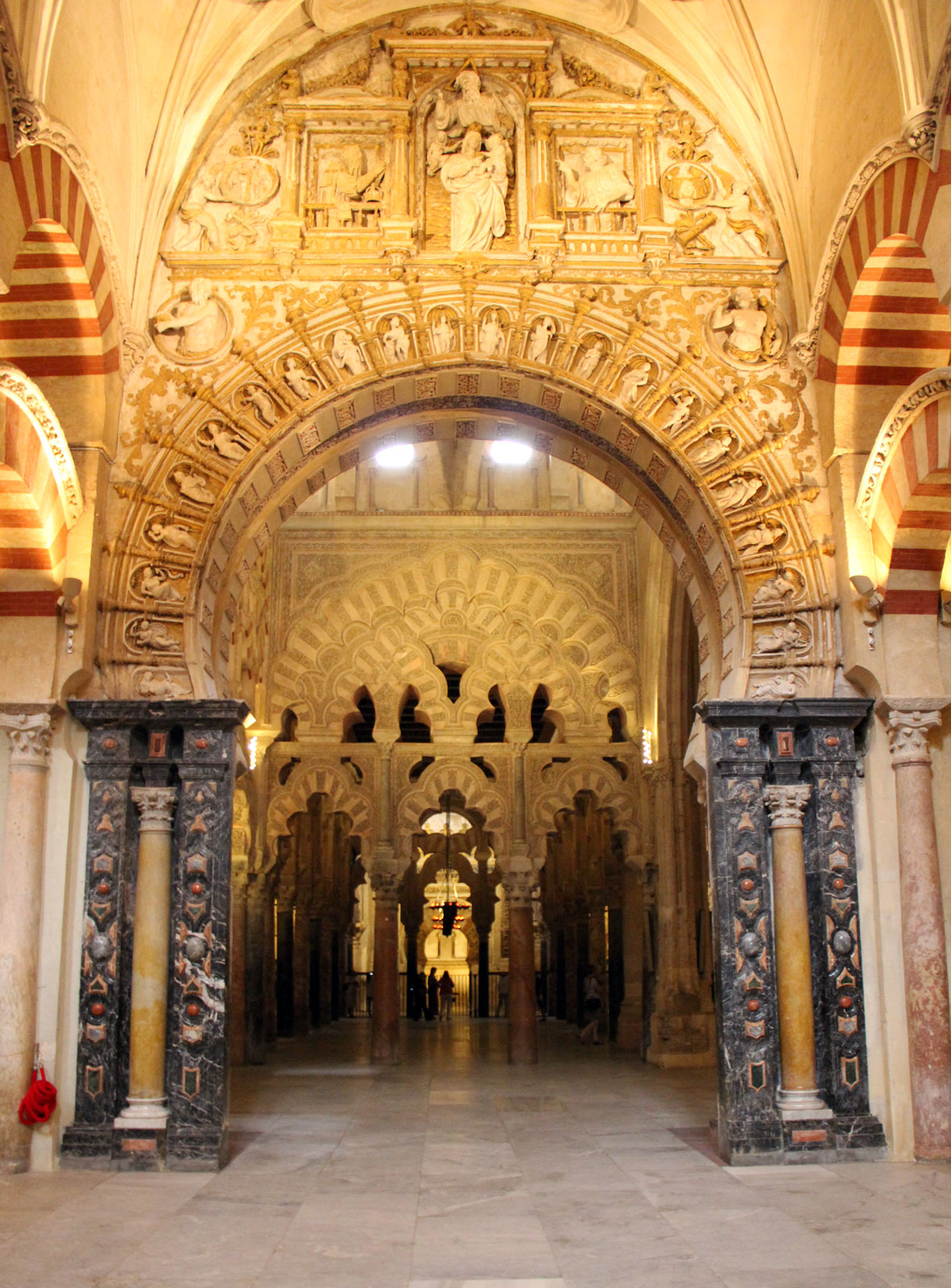
La grande nef, dite Nef Centrale de la cathédrale (décoration, XIVe siècle).
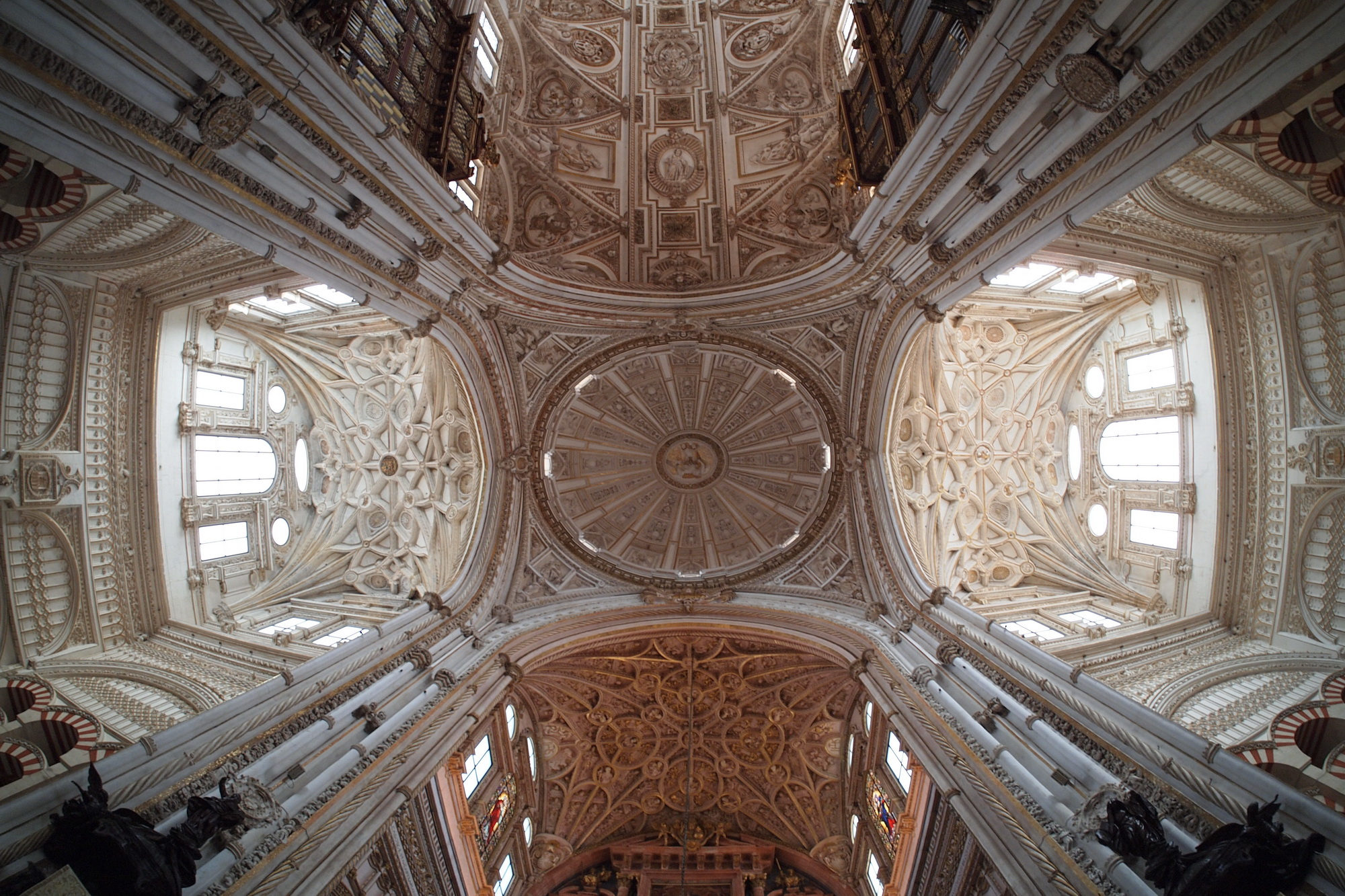
La croisée du transept de la Capilla Mayor (chapelle centrale) de la cathédrale.
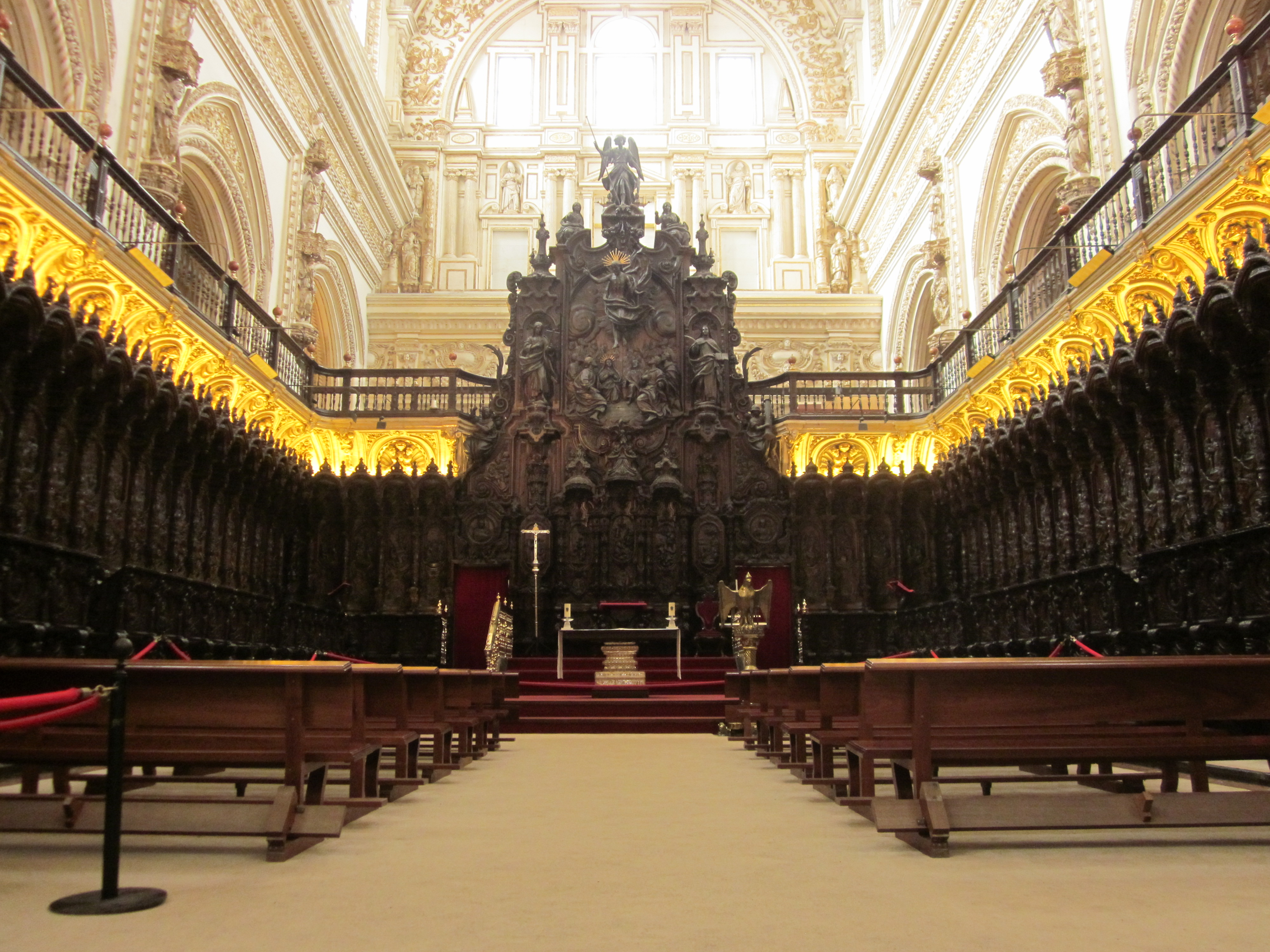
Le chœur des chanoines de la cathédrale, avec les stalles (chef-d'œuvre de Pedro Duque Cornejo (milieu XVIIIe siècle).
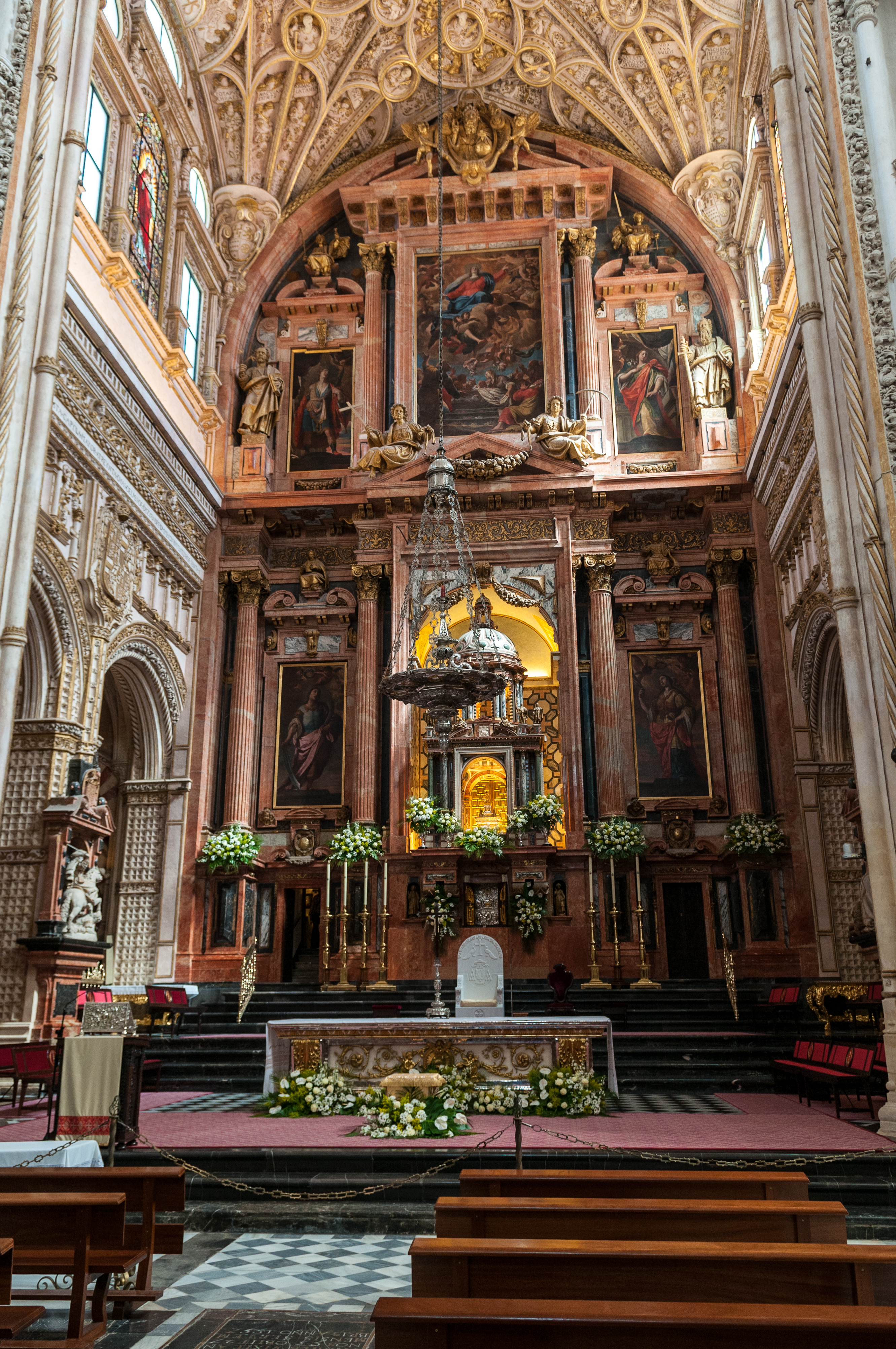
Grand retable (marbre rose) (1618-1628) de la Capilla Mayor (la chapelle majeure de la cathédrale).
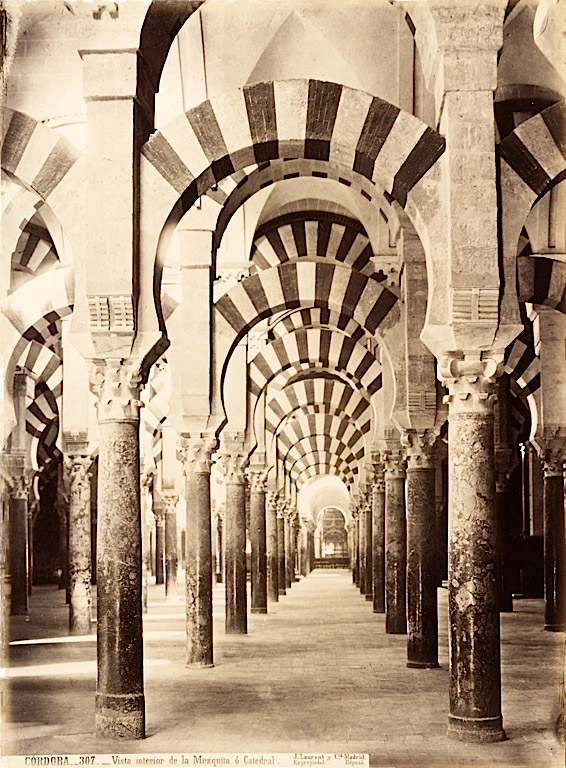
Salle hypostyle ou intérieure de prière, image de Jean Laurent, v. 1866-1867.
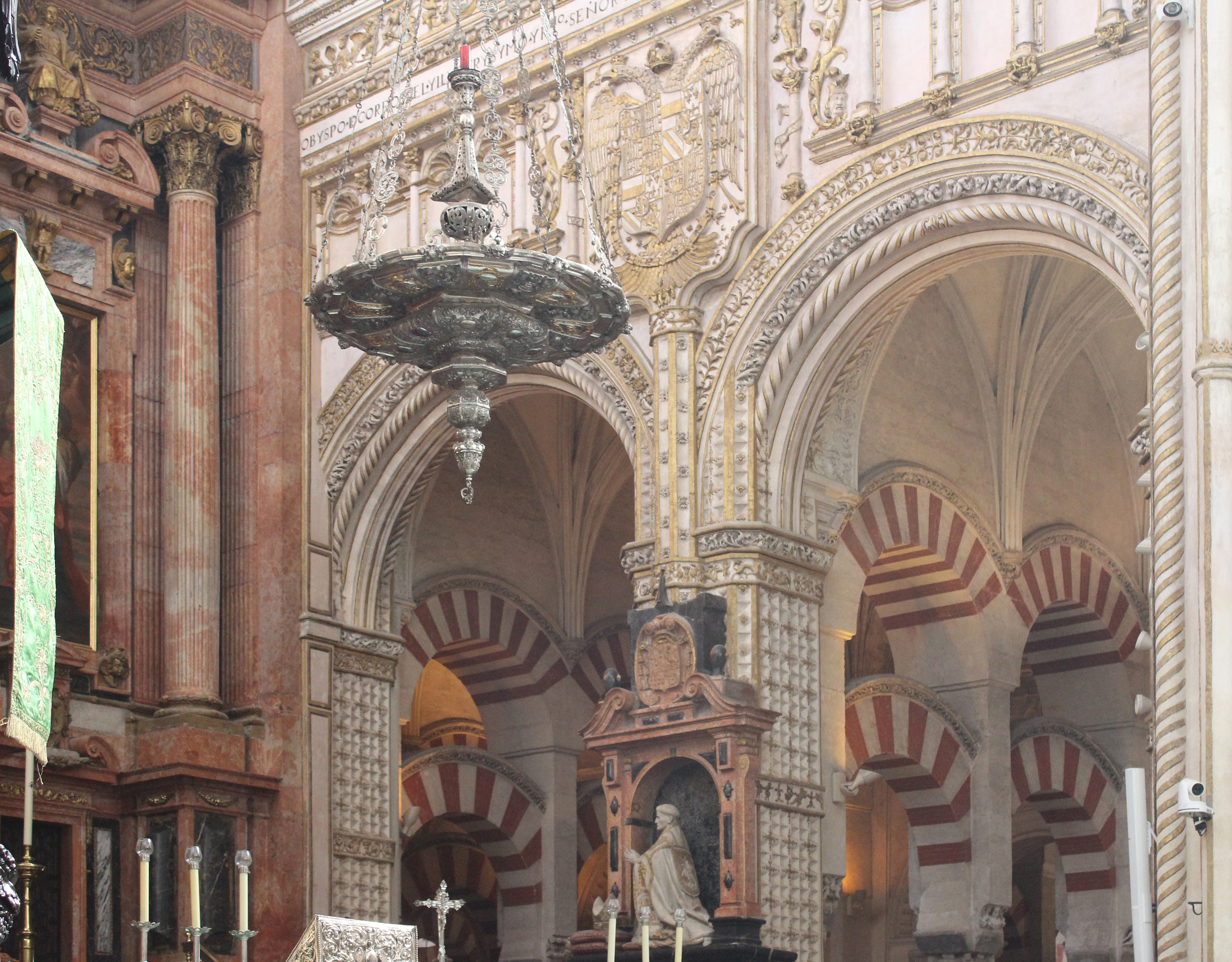
Architecture chrétienne et mauresque côte à côte
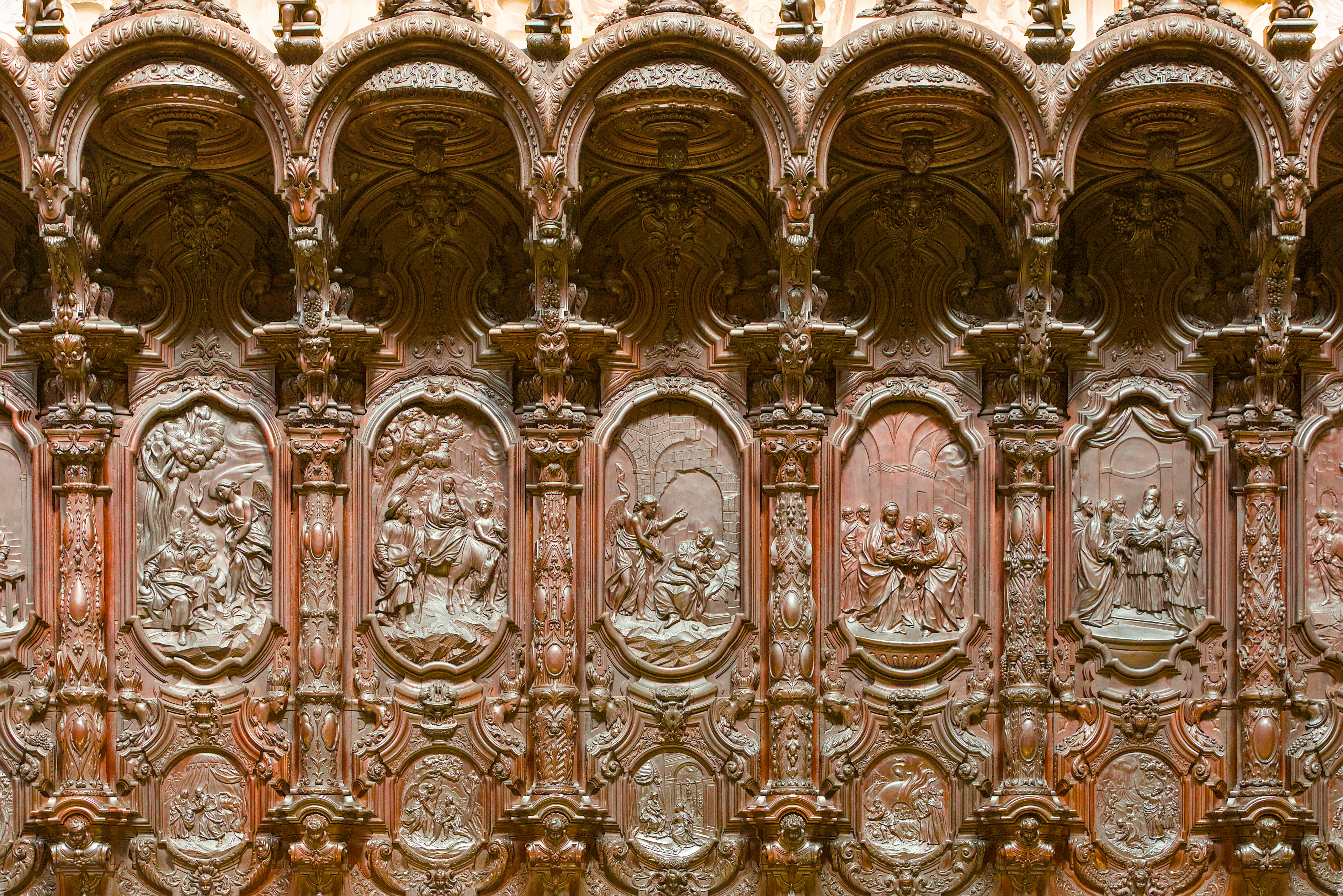
Les stalles du chœur.